# Saga Commonwealth
Saga Commonwealth (titlu original Commonwealth Saga) este o serie de romane science fiction a scriitorului britanic Peter F. Hamilton. Ea cuprinde romanele Steaua Pandorei (2004) și Steaua Pandorei: Judas unchained (2005), precum și Misspent Youth (2002), a cărei acțiune se petrece cu 340 de ani înaintea celei din primele două cărți. The Dreaming Void (2008), The Temporal Void (2009) și The Evolutionary Void (2010) formează ultima trilogie, a cărei acțiune are loc la 1.200 de ani după cea din Steaua Pandorei: Judas unchained, în cadrul aceluiași univers literar. În trilogia Void apar și câteva personaje din Steaua Pandorei și Steaua Pandorei: Judas unchained.
La fel ca seria anterioară a lui Hamilton, Zorii nopții, Saga Commonwealth este o space opera de proporții epice care cuprinde zeci de lumi și personaje.

## Conținutul seriei
- Misspent Youth (2002)

### Saga Commonwealth
- Steaua Pandorei (2004)
- Steaua Pandorei: Judas unchained (2005)

### Trilogia Void
- The Dreaming Void (2007)
- The Temporal Void (2008)
- The Evolutionary Void (2010)

Acțiunea povestirii "Blessed by an Angel" (publicată în The New Space Opera (2007), ed. Gardner Dozois și Jonathon Strahan) se petrece în același univers.

## Concepte tehnologice
Seria începe în anul 2380, când tehnologia găurii de vierme a devansat sistemele de călătorie cu viteze superluminice, acest lucru făcând din Saga Commonwealth o operă total diferită de celelalte opere ale lui Hamilton. La început, lipsește orice navă spațială, călătoria interstelară realizându-se prin intermediul găurilor de vierme, cu ajutorul trenurilor, sute de planete fiind legate în acest mod. Totuși, există și colonii care au ales să se retragă din Commonwealth, alterându-și conexiunile gaură de vierme.

### Longevitatea
Moartea poate fi amânată pe termen nedefinit în Commonwealth. Majoritatea cetățenilor au inserat la baza creierului un cristal de memorie (inventat în timpul evenimentelor din Misspent Youth) care le înregistrează amintirile, inclusiv pe cele dinaintea inserării. Oamenii trec printr-un proces de întinerire la fiecare treizeci-cincizeci de ani (concept introdus tot în Misspent Youth), un proces biologic intens, de un an și jumătate, în cadrul căruia trupul este readus la vârsta de 20 de ani. Cetățenii pot crea și copii de siguranță ale amintirilor, pe care le depozitează în locuri sigure și, în cazul unui accident fatal sau al unei morți premature, aceste copii sunt folosite pentru a crea o clonă a persoanei, căreia i se redau amintirile avute înaintea morții. Acest proces îi face pe oameni efectiv nemuritori, dar nu toți aleg să aibă asemenea implanturi, un exemplu în acest sens fiind rebelii de pe Far Away. Majoritatea cetățenilor Commonwealth-ului trebuie să plătească o asigurare de întinerire, similară pensiei, procesul fiind considerat într-un fel o nouă viață, cei care au apelat la el fiind catalogați ca persoane la a doua viață, a treia viață, etc. Din punct de vedere psihologic, unii oameni au tendința să dea la o parte toate responsabilitățile vieții anterioare, inclusiv contractele de muncă și căsătoria. Memoriile pot fi editate pentru a facilita tranziția la o nouă viață.

### Simbioza om-mașină
În Commonwealth se folosește intensiv cyber-cablarea, majoritatea oamenilor posedând o serie de implanturi, unul dintre ele fiind chiar cristalul de memorie. Alt implant uzual este un transmițător proiectat să interfațeze cu Unisfera Commonwealth-ului, o rețea interstelară de calculatoare. Sistemul folosește rețeaua găurilor de vierme pentru a trimite date între planetele Commonwealthului. Fiecare planetă are propria Cybersferă, care se conectează cu celelalte, dând naștere Unisferei. Acest sistem permite ca două persoane să poată lua legătura foarte ușor, indiferent unde s-ar afla în Commonwealth.
COtatuajele (Tatuaje cu Circuite Organice) sunt un alt dispozitiv tehnologic. Acestea sunt tatuate pe piele și arată ca niște tatuaje colorate, adesea metalice și sunt folosite pentru diferite scopuri, cum ar fi transferarea creditelor, sau pe post de senzori. Principala lor funcție este de a acționa pe post de proceasoare pentru celelalte implanturi, a căror funcționare este redusă odată cu distrugerea COtatuajului.
Alte implanturi includ arme, câmpuri de forță personale, explozibili și scanere, multe dintre ele ilegale, instalarea lor făcându-se în clinicile de pe piața neagră a Commonwealth-ului.

### Extratereștrii
În expansiunea prin Galaxie, Commonwealth-ul a întâlnit civilizații non-umane inteligente. Cea mai remarcabilă dintre acestea este cea a Silfenilor cu aspect de elfi, care evită orice formă de tehnologie, precum și participarea la politică sau la evenimentele Galaxiei. Ei preferă să călătorească prin lumi extraterestre necartografiate folosind Potecile, echivalentul silfen al găurilor de vierme. Îngerul Înalt este uriașă navă spațială gânditoare de origine necunoscută, folosită drept casă de câteva colonii de specii extraterestre, majoritatea dintre ele ținându-se departe de oameni. Excepția o constituie Raielii - o rasă de creaturi mari, cu o imensă împlinire de sine, capabile de calcule extrem de complexe. Toate speciile care apar la începutul seriei sunt pașnice, dar puține dintre ele împărtășesc Commonwealthului informații utile.

### IC
Omenirea a creat și o inteligență artificială puternică, numită IC, care se întreține singură și, ca formă fizică, ocupă o planetă întreagă. La fel ca Silfenii, ea oferă omenirii un ajutor nesemnificativ, iar motivațiile ei sunt neclare. Totuși, se știe că oferă ajutor acolo unde consideră că e cazul să o facă. Probabil din cauza izolării (singura legătură cu planeta IC-ului este o gaură de vierme de lățime zero prin care pot trece doar datele) tinde să ia legătura doar cu aceia care îi pot oferi niveluri deosebite de informații despre ceea ce se întâmplă în Commonwealth, oferindu-le acestora la schimb favoruri care merg de la protejarea lor prin observarea comunicațiilor Cybersferei locale, până la controlarea într-o oarecare măsură a lumii fizice.
Unele persoane primesc ajutor deoarece au o rudă "decedată" a cărei personalitate este stocată în IC. PActurile merg până la garantarea unor niveluri de acces foarte înalte acestor persoane, precum și controlul tehnologiilor, în schimbul informațiilor la care IC nu are acces.